# Günter Jauch
Günter Jauch (17 gennaio 1965) è un ex schermidore tedesco, vincitore di una medaglia d'argento ai campionati mondiali di scherma.